# Rambouillet (quận)
Quận Rambouillet là một quận của Pháp, nằm ở tỉnh Yvelines, ở vùng Île-de-France. Quận này có 5 tổng và 81 xã.

## Đơn vị hành chính

### Tổng
Các tổng của quận Rambouillet là: 
1. Chevreuse
2. Maurepas
3. Montfort-l'Amaury
4. Rambouillet
5. Saint-Arnoult-en-Yvelines

### Xã
Các xã của quận Rambouillet, và mã INSEE là: 
| 1. Ablis (78003)                         | 2. Allainville (78009)              | 3. Auffargis (78030)                   |
| 4. Auteuil (78034)                       | 5. Autouillet (78036)               | 6. Bazoches-sur-Guyonne (78050)        |
| 7. Beynes (78062)                        | 8. Boinville-le-Gaillard (78071)    | 9. Boissy-sans-Avoir (78084)           |
| 10. Bonnelles (78087)                    | 11. Bullion (78120)                 | 12. Béhoust (78053)                    |
| 13. Cernay-la-Ville (78128)              | 14. Chevreuse (78160)               | 15. Choisel (78162)                    |
| 16. Clairefontaine-en-Yvelines (78164)   | 17. Coignières (78168)              | 18. Dampierre-en-Yvelines (78193)      |
| 19. Flexanville (78236)                  | 20. Galluis (78262)                 | 21. Gambaiseuil (78264)                |
| 22. Garancières (78265)                  | 23. Gazeran (78269)                 | 24. Goupillières (78278)               |
| 25. Grosrouvre (78289)                   | 26. Hermeray (78307)                | 27. Jouars-Pontchartrain (78321)       |
| 28. La Boissière-École (78077)           | 29. La Celle-les-Bordes (78125)     | 30. La Queue-les-Yvelines (78513)      |
| 31. La Verrière (78644)                  | 32. Le Mesnil-Saint-Denis (78397)   | 33. Le Perray-en-Yvelines (78486)      |
| 34. Le Tremblay-sur-Mauldre (78623)      | 35. Les Bréviaires (78108)          | 36. Les Essarts-le-Roi (78220)         |
| 37. Les Mesnuls (78398)                  | 38. Longvilliers (78349)            | 39. Lévis-Saint-Nom (78334)            |
| 40. Magny-les-Hameaux (78356)            | 41. Marcq (78364)                   | 42. Mareil-le-Guyon (78366)            |
| 43. Maurepas (78383)                     | 44. Millemont (78404)               | 45. Milon-la-Chapelle (78406)          |
| 46. Mittainville (78407)                 | 47. Montfort-l'Amaury (78420)       | 48. Méré (78389)                       |
| 49. Neauphle-le-Château (78442)          | 50. Neauphle-le-Vieux (78443)       | 51. Orcemont (78464)                   |
| 52. Orphin (78470)                       | 53. Orsonville (78472)              | 54. Paray-Douaville (78478)            |
| 55. Poigny-la-Forêt (78497)              | 56. Ponthévrard (78499)             | 57. Prunay-en-Yvelines (78506)         |
| 58. Raizeux (78516)                      | 59. Rambouillet (78517)             | 60. Rochefort-en-Yvelines (78522)      |
| 61. Saint-Arnoult-en-Yvelines (78537)    | 62. Saint-Forget (78548)            | 63. Saint-Germain-de-la-Grange (78550) |
| 64. Saint-Hilarion (78557)               | 65. Saint-Lambert (78561)           | 66. Saint-Léger-en-Yvelines (78562)    |
| 67. Saint-Martin-de-Bréthencourt (78564) | 68. Saint-Rémy-l'Honoré (78576)     | 69. Saint-Rémy-lès-Chevreuse (78575)   |
| 70. Sainte-Mesme (78569)                 | 71. Saulx-Marchais (78588)          | 72. Senlisse (78590)                   |
| 73. Sonchamp (78601)                     | 74. Thoiry (78616)                  | 75. Vicq (78653)                       |
| 76. Vieille-Église-en-Yvelines (78655)   | 77. Villiers-Saint-Fréderic (78683) | 78. Villiers-le-Mahieu (78681)         |
| 79. Voisins-le-Bretonneux (78688)        | 80. Élancourt (78208)               | 81. Émancé (78209)                     |